# República Independiente de Hualqui (micronación)
La República Independiente de Hualqui fue un alzamiento breve de la comuna de Hualqui contra las autoridades chilenas, en 1823, en el contexto de la Guerra de Independencia de Chile, y la llamada "Guerra a Muerte".
En 1914 se volvería a proclamar la república, en protesta a los resultados de las elecciones municipales de la comuna.

## Historia
Tras la Declaración de Independencia de Chile, y la victoria patriota en las batallas de Chacabuco y Maipú, la guerra de independencia dio pasó a una nueva y larga etapa: la guerra a muerte. Sin que tuvieran lugar grandes batallas, los enfrentamientos se limitaron a la lucha entre las tropas de la joven República de Chile, y las montoneras realistas organizadas por Vicente Benavides. Muchas localidades del sur de Chile se vieron azoladas por el pillaje de esas montoneras, y Hualqui no fue la excepción.
Pese a las constantes solicitudes de ayuda, el gobierno de la Provincia de Concepción no hizo caso a los habitantes de Hualqui. Finalmente, estos decidieron alzarse, y un grupo de vecinos proclamaron la independencia de la comuna. Esta comprendía lo que es actualmente la comuna de Hualqui, además de Rere y San Rosendo.
Frente a la declaración de los habitantes hubo una rápida respuesta de Concepción, desde donde se envió un batallón del Ejército, el cual llegó a la zona dos días después, poniendo fin a la República, y cumpliendo el objetivo de los habitantes de Hualqui, que no era separarse de Chile, sino que obtener apoyo contra las montoneras realistas.
La República fue nuevamente proclamada tras las elecciones municipales de 1915, debido a que la victoria del Partido Conservador era impugnada por el Partido Democrático. Este último, que tenía aún control de la municipalidad, no quiso acatar los resultados, proclamando la independencia. Nuevamente el movimiento fue rápidamente disuelto, esta vez por un piquete de soldados de Concepción.
En su visita a Haulqui de 1972, Salvador Allende hizo referencia a la declaración de independencia del lugar, señalando que era el segundo presidente en visitar la comuna, porque el primero fue el de la declaración de 1823.

## Homenajes
El club deportivo "República Independiente de Hualqui" lleva su nombre en honor a este hecho histórico.